# UFC Fight Night: Burns vs. Morales
UFC Fight Night: Burns vs. Morales (conosciuto anche come UFC Fight Night 256, UFC on ESPN+ 114 oppure come UFC on Vegas 106) è stato un evento di arti marziali miste tenuto dalla Ultimate Fighting Championship il 17 maggio 2025 all'UFC Apex di Las Vegas, negli Stati Uniti.

## Risultati
|                  | Divisione             |                    |                 |                  | Metodo                                  | Round           | Tempo           | Premio          |
| Card Principale  | Card Principale       | Card Principale    | Card Principale | Card Principale  | Card Principale                         | Card Principale | Card Principale | Card Principale |
| ---------------- | --------------------- | ------------------ | --------------- | ---------------- | --------------------------------------- | --------------- | --------------- | --------------- |
|                  | Pesi welter           | Michael Morales    | batte           | Gilbert Burns    | KO tecnico (pugni)                      | 1               | 3:39            | POTN            |
|                  | Pesi leggeri          | Mairon Santos      | batte           | Sodiq Yusuff     | Decisione unanime (30–27, 30–27, 29–28) | 3               | 5:00            |                 |
|                  | Pesi medi             | Nursulton Ruziboev | batte           | Dustin Stoltzfus | Decisione unanime (30–27, 29–28, 29–28) | 3               | 5:00            |                 |
|                  | Pesi piuma            | Melquizael Costa   | batte           | Julian Erosa     | Decisione unanime (29–28, 29–28, 29–28) | 3               | 5:00            | FOTN            |
| Card Preliminare |                       |                    |                 |                  |                                         |                 |                 |                 |
|                  | Pesi leggeri          | Gabriel Green      | batte           | Matheus Camilo   | Sottomissione (face crank)              | 2               | 3:43            |                 |
|                  | Pesi leggeri          | Jared Gordon       | batte           | Thiago Moisés    | KO (pugni)                              | 1               | 3:37            |                 |
|                  | Pesi piuma            | Yadier del Valle   | batte           | Connor Matthews  | Sottomissione (rear-naked choke)        | 1               | 2:54            |                 |
|                  | Pesi gallo femminili  | Luana Santos       | batte           | Tainara Lisboa   | Sottomissione (keylock)                 | 2               | 4:59            |                 |
|                  | Pesi paglia femminili | Denise Gomes       | batte           | Elise Reed       | KO tecnico (pugni)                      | 2               | 0:30            | POTN            |
|                  | Pesi mosca            | Park Hyun-sung     | batte           | Carlos Hernandez | Sottomissione (rear-naked choke)        | 1               | 2:26            |                 |
|                  | Pesi paglia femminili | Tecia Pennington   | batte           | Luana Pinheiro   | Decisione unanime (29–28, 29–28, 29–28) | 3               | 5:00            |                 |

## Premi
I lottatori premiati ricevettero un bonus di 50.000 dollari.
Legenda:
- FOTN: Fight of the Night (vengono premiati entrambi gli atleti per il miglior incontro dell'evento)
- POTN: Performance of the Night (viene premiato il vincitore per la migliore performance dell'evento)